# Schitul Sfântul Fanurie, Teleorman
Mănăstirea Sfântul Fanurie se află la aproximativ 5 km de localitatea Siliștea Gumești și la 5 km de localitatea Balaci din județul Teleorman. Este singura mănăstire din România care deține în proprietate un aeroport. Este situată într-o fostă unitate de infanterie dezafectată. Stareț: Ieromonah Benedict Mihalcea. Are patru viețuitori.